# Massacre de Jableh
Le massacre de Jableh est un massacre commis le 30 décembre 2021 par les forces armées irakiennes contre des civils sunnites dans la province de Babylone en Irak.

## Déroulement
Le 30 décembre 2021, les services de renseignement irakien reçoivent des informations concernant une habitation où plusieurs personnes seraient recherchée par le gouvernement irakien pour des accusations de terrorisme. Très rapidement les services de renseignement avec des supplétifs des forces spéciales organise une opération.
La demeure est très rapidement encerclée, les forces irakiennes lance un assaut contre la résidence, l'armée attaque grâce à des RPG-7 et des armes lourdes. Les forces spéciales entre dans le domicile et aperçoivent le corps sans vie du suspect, Rahim, et de plusieurs autres hommes et femmes, dont plus de 12 enfants dont le plus jeune été âgée de quinze jours.

## Enquête
Le gouvernement a publié une première déclaration officiel le jour même, selon le gouvernement, des informations issus des services de renseignement indiquerait que deux personnes recherchées par le gouvernement irakien pour des faits de terrorisme logerais dans le village de Rachayed, dans le district de Jableh dans la province de Babylone dans la maison d'un trafiquant de drogue nommé Rahim Al-Ghurairi.
Les forces spéciales auraient organisée une opération pour interpeller les suspects quand tout un coup, l'un des suspects, Rahim Al-Ghurairi, a tiré sur les forces armées irakiennes, blessant un membre des forces spéciales. L'armée et le suspect ont échangée des tirs pendants plus de 4 heures avant que le tireur soit neutraliser. C'est en entrant dans le domicile qu'ils ont fait la découverte de nombreux corps, dont plusieurs femmes et enfants.

### Doute sur la version officielle
Selon plusieurs témoignages, les membres des forces de sécurité, afin de couvrir le crime, ont tiré sur tous les morts, notamment dans la tête, puis ont frappé Rahim d'un coup sous la mâchoire, pour tenter de faire croire qu'il s'est suicidé.

## Condamnation
Le Conseil judiciaire suprême a annoncé que le tribunal d'enquête de Hilla avait ratifié les aveux de 13 accusés pour avoir tué toute une famille dans la région d'Al-Rasheed, dans le gouvernorat de Babil.
Dans un communiqué, le centre des médias du conseil irakien a déclaré que le juge d'instruction a confirmé les déclarations de treize accusés, dont neuf officiers et trois associés, en plus de l'informateur qui a donné des informations erronées
La déclaration expliquait : « Grâce aux enquêtes qui ont eu lieu, il a été constaté que la cause de l'accident était basée sur des fausses informations donnée par un informateur car il a donné des informations erronées aux services de sécurité, affirmant la présence de terroristes recherchés conformément à l'article (4/1 de la loi antiterroriste n° (13) de 2005 au domicile de la victime pour faire perquisitionner son domicile par les services de sécurité.
Il a souligné : « Il y a quatre mandats d'arrêt émis contre d'autres prévenus, et l'enquête est en cours conformément à l'article 406/1/g du Code pénal n° 111 de 1969 et aux termes des Statuts de participation (47, 48 et 49) de celui-ci », notant que « les enquêtes préliminaires indiquent que l'incident est criminel ».
Neuf officiers et trois agents des forces de sécurité sont visés à ce stade par l'enquête sur ce drame. Les 13 hommes ont été entendus par un juge d'instruction, selon un communiqué du Conseil suprême de la magistrature.
Le chef de la police de la province de Babil ainsi que les directeurs des services de renseignement de Babil et Jableh ont été limogés et soumis à une enquête immédiate. Le premier ministre irakien s'est rendu au lieu du drame et a vivement condamné ce crime.
Le 20 janvier 2022, le tribunal d'Al-Hilla affilié au gouvernorat de Babel a décidé de renvoyer les auteurs du massacre de Jableh devant le tribunal pénal de Babel en vue d'une condamnation.